# World Championship Soccer II
World Championship Soccer II est un jeu vidéo de football développé et édité par Sega, sorti en 1994 sur Mega Drive.